# Charles Colson
Charles Wendell (Chuck) Colson (Boston (Massachusetts), 16 oktober 1931 – Falls Church (Virginia), 21 april 2012) was een Amerikaans jurist en evangelisch voorman. Hij was een van de politieke adviseurs van president Richard Nixon en kreeg een celstraf vanwege zijn betrokkenheid bij het Watergateschandaal.

## Levensloop
Colson studeerde aan de Brown University en behaalde daar in 1953 een Bachelor of Arts. Dit werd gevolgd door een Juris Doctor aan de George Washington University in 1959.  Van 1953 tot 1955 diende hij bij het United States Marine Corps. En bracht het daar tot de rang van kapitein. Van 1955 tot 1956 was hij de assistent van de vice-staatssecretaris van Marine. Daarna was hij actief voor de senaatscampagne van de Republikein Leverett Salstonstall. Deze werd verkozen en Colson was tot 1961 zijn assistent. Daarna keerde hij terug naar Boston en richtte een eigen advocatenpraktijk op. Hij verliet het bedrijf in 1969 om te gaan werken voor de regering van president Nixon.

### Betrokkenheid bij Watergateschandaal
In dienst van de president was Colson verantwoordelijk voor het betrekken van belangengroepen bij belangrijke beleidsbeslissingen en het verwerven van hun steun voor de plannen van het Witte Huis. Zijn bureau onderhield contacten met de vakbonden, veteranenorganisaties, boerenbonden, belangrijke conservatieve groepen en verschillende grote bedrijven. Hij regelde onder andere ontmoetingen met de president en stuurde berichten door die van belang waren voor deze groepen.
Ook besteedde Colson veel tijd aan het beschadigen van tegenstanders van president Nixon. Hij gaf in 1971 zijn goedkeuring aan een lijst die bekend kwam te staan als "Nixon's Enemies List". Op bandopnamen van april 1969 is Colson te horen dat hij opdracht geeft om John Kerry, die tegen de oorlog met Vietnam was, te beschadigen. Hij wilde "de jonge demagoog vernietigen voordat deze een nieuwe Ralph Nader zou worden".
Colson nam in maart 1971 zitting in het herverkiezingscomité van president Nixon. In een vergadering werd een kwart miljoen dollar gereserveerd om informatie te vergaren over de Democratische Partij. In dezelfde tijd had de militair analist Daniel Ellsberg duizenden documenten doorgespeeld aan de New York Times waaruit bleek hoe verschillende Amerikaanse presidenten bewust hadden gelogen over de oorlog in Vietnam. Uit het dossier bleek dat de regering wist dat de oorlog in Vietnam niet kon worden gewonnen en dat er veel meer slachtoffers waren dan er openlijk werd toegegeven.
Samen met John Ehrlichman gaf Colson opdracht aan E. Howard Hunt om Ellsberg in diskrediet te brengen. Er werd in zijn kantoor en dat van zijn psychiater ingebroken en vertrouwelijke gegevens uit zijn FBI-dossier werden naar de pers gelekt.
Zeventien maanden voor het aftreden van president Nixon verliet Colson het Witte Huis en keerde terug naar zijn advocatenpraktijk. Een jaar later, in maart 1974, werd Colson aangeklaagd vanwege zijn betrokkenheid bij het Watergateschandaal. Kort voor zijn arrestatie kreeg hij van een vriend het boek Mere Christianity van C.S. Lewis. Dit leidde ertoe dat Colson zich bekeerde tot het christelijk geloof. Hij voegde zich bij een gebedsgroep die bestond uit verschillende Democratische en Republikeinse Congresleden. Toen dit uitlekte werd er in verschillende media gesuggereerd dat er sprake was van een schijnbekering, omdat Colson zo hoopte een lagere celstraf te krijgen.
In de rechtszaak zelf had Colson zich aanvankelijk beroepen op zijn zwijgrecht. Zijn geweten begon echter te knagen en na uitgebreid overleg met zijn advocaten besloot hij schuldig te pleiten op de aanklacht dat hij de rechtsgang had belemmerd doordat hij gegevens over Ellsberg had laten uitlekken in een poging diens reputatie te beschadigen in aanloop naar het proces. Colson werd daarop veroordeeld tot een celstraf van één tot drie jaar.
In juni 2005 werd bekend dat W. Mark Felt Deep Throat was, de belangrijkste klokkenluider in het Watergateschandaal. Colson sprak daar zijn afkeur over uit, omdat Felt als FBI-agent in dienst van de overheid was. Benjamin Bradlee, hoofdredacteur van de Washington Post, reageerde hard door te stellen dat hij verbijsterd was over Colsons' "leeswijze over het publieke moraal" gezien zijn rol in het schandaal.

### Gevangenisstraf
Colson zat zijn straf uit in een gevangenis in Alabama van juli 1974 tot januari 1975. Uiteindelijk werd hij na zeven maanden vervroegd vrijgelaten vanwege familieproblemen. Zijn zoon was met marihuana opgepakt. Uiteindelijk zou   justitie tegen hem geen strafvervolging inzetten. Na zijn vrijlating schreef Colson het boek Born Again waarin hij inging op werk als adviseur van Nixon, zijn bekering en zijn tijd in de gevangenis. Het boek werd verfilmd in 1978. Gedurende zijn tijd in de gevangenis kreeg hij een toenemende afkeer van  – in zijn ogen – veel ongerechtigdheden die tegen de gevangenen werden begaan en de gebrekkige rehabilitatie.

### Actief in de evangelische beweging

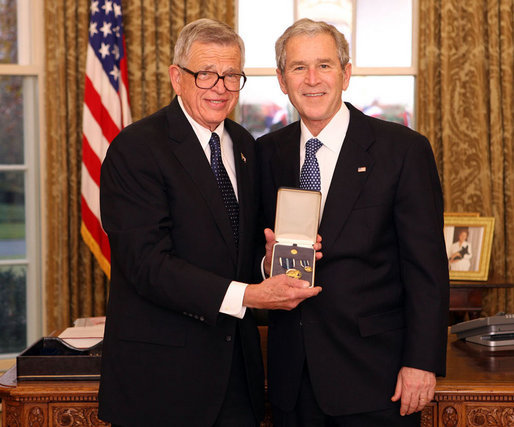
President George W. Bush reikt de Presidential Citizens Medal uit aan Colson

Na zijn periode in de gevangenis richtte Colson Prison Fellowship op. Dit groeide uit tot een grote christelijke organisatie die evangeliseerde onder gevangenen, maar hen ook ondersteunde bij de terugkeer in de maatschappij. Ook zette hij zich in voor de hervorming van het gevangeniswezen. Colson sprak met dedain over de "lock 'em and leave 'em"-aanpak. Hij droeg bij aan de totstandkoming van verschillende gevangenissen waarin gevangenen zaten die er bewust voor kozen om deel te nemen aan verschillende religieuze ("faith-based") programma's.
Colson was ook op een breder terrein actief. De meeste van zijn opvattingen kwamen overheen met die van evangelische geloofsgenoten. Zo was hij een fel tegenstander van abortus en zag het darwinisme als een middel om het christendom aan te vallen. Ook ondertekende hij een brief aan president George W. Bush, waarin een theologische onderbouwing werd gegeven voor de juistheid voor de aanval op Irak.
Door zijn werk kreeg Colson veel erkenning. Hij kreeg verschillende eredoctoraten en ontving in 1993 de Templetonprijs, een belangrijke prijs waaraan een bedrag van een miljoen dollar was verbonden. Dit geld zette Colson in voor het werk van zijn organisatie. In 2008 ontving Colson van president George W. Bush de Presidential Citizens Medal. Diens broer, gouverneur Jeb Bush, had Colson in 2000 al zijn rechten teruggegeven die hij verloren had door zijn gevangenschap, waaronder zijn stemrecht.

## Persoonlijk
Colson trouwde in 1953 met Nancy Billings. Samen kregen zij drie kinderen. Het huwelijk eindigde in een scheiding in januari 1964. In datzelfde jaar nog trouwde hij met Patricia Ann Hughes.

## Werk
- Opnieuw geboren: de les uit Watergate, 1976, Gideon - Hoornaar, ISBN 9060672836 (vertaling van Born Again)

- Bibsys: 90219567
- Bibliothèque nationale de France: cb14606963k (data)
- CiNii: DA02707294
- Gemeinsame Normdatei: 118521640
- International Standard Name Identifier: 0000 0001 1476 5301
- Library of Congress Control Number: n79078640
- Nationale Bibliotheek van Letland: 000092068
- MusicBrainz: 7f687664-7c2f-4354-8d9d-bba5f8dfcbb6
- National Archives and Records Administration: 10580988
- Bibliotheek van het Japanse parlement: 00436407
- Nationale Bibliotheek van Tsjechië: xx0017994
- Nationale Bibliotheek van Israël: 987007435457405171
- Nederlandse Thesaurus van Auteursnamen: 073461792
- SNAC: w6167g2j
- Système universitaire de documentation: 084160314
- Virtual International Authority File: 85414216
- WorldCat: E39PBJwMHVbkPWBpXY6QrP6h73